# Paul Arets
Paul Arets (1890 – 1949) est un gymnaste belge.

## Biographie
Paul Arets fait partie de l'équipe de Belgique qui remporte la médaille de bronze en système suédois par équipes aux Jeux olympiques de 1920 se tenant à Anvers.